# Риньяно-Гарганико
Риньяно-Гарганико (итал. Rignano Garganico) — коммуна в Италии, располагается в регионе Апулия, в провинции Фоджа.
Занимает площадь 89 км². Почтовый индекс — 71010. Телефонный код — 0882.
Покровителем населённого пункта считается святой San Rocco.

## Археология и палеогенетика
В археологическом музее города Риньяно-Гарганико хранится большинство находок из пещеры Пальиччи, в которой у останков девушки под индексом Пальиччи 23 (en:Paglicci 23) возрастом около 28 тыс. лет была обнаружена митохондриальная гаплогруппа H, ныне широко распространённая среди европейцев, а точнее — кембриджская эталонная последовательность.

## Население
Население составляет 2258 человек (2008 г.), плотность населения составляет 25 чел./км².
Динамика населения:

## Администрация коммуны
- Официальный сайт: